# Егиранд
Егиранд (фр. Eygurande) насеље је и општина у централној Француској у региону Лимузен, у департману Корез која припада префектури Исел.
По подацима из 2011. године у општини је живело 692 становника, а густина насељености је износила 20,13 становника/km². Општина се простире на површини од 34,37 km². Налази се на средњој надморској висини од 750 метара (максималној 904 m, а минималној 709 m).

## Демографија
| 1962. | 1968. | 1975. | 1982. | 1990. | 1999. | 2011. |
| ----- | ----- | ----- | ----- | ----- | ----- | ----- |
| 800   | 805   | 791   | 827   | 794   | 779   | 692   |

График промене броја становника у току последњих година